# Lipe (gmina Žagubica)
Lipe (cyr. Липе) – wieś w Serbii, w okręgu braniczewskim, w gminie Žagubica. W 2011 roku liczyła 8 mieszkańców.